# Caxambu do Sul
Caxambu do Sul is een gemeente in de Braziliaanse deelstaat Santa Catarina. De gemeente telt 4.963 inwoners (schatting 2009).